# Cyrus IMAP server
A Cyrus e-mail-szerver a Carnegie Mellon Egyetem nyílt forráskódú projektje. Eredetileg az egyetemnek fejlesztették ki: egy úgynevezett campus-levelezőrendszer lett volna, azonban mára egy szélesebb körben elismert, professzionális területen is használt levéltovábbító szoftverré nőtt. Jelenleg támogatja az IMAP, IMAPs, POP3 és POP3s protokollokat, együttműködik többféle SMTP-szerverrel Linux/Unix alatt. A Cyrus a Cyrus SASL Libraryt (egy SASL-implementációt) használja több azonosítási rendszer – CRAM-MD5, Digest-MD5, gssapi, OTP, Plain, PAM – támogatásához. Ezekből a mechanizmusokból néhány erős kódolással (kriptográfiával) rendelkezik.

## Fordítás
Ez a szócikk részben vagy egészben  a   Cyrus (Server) című német Wikipédia-szócikk ezen változatának fordításán alapul.  Az eredeti cikk szerkesztőit annak laptörténete sorolja fel. Ez a jelzés csupán a megfogalmazás eredetét és a szerzői jogokat jelzi, nem szolgál a cikkben szereplő információk forrásmegjelöléseként.